# Casino Mediceo di San Marco

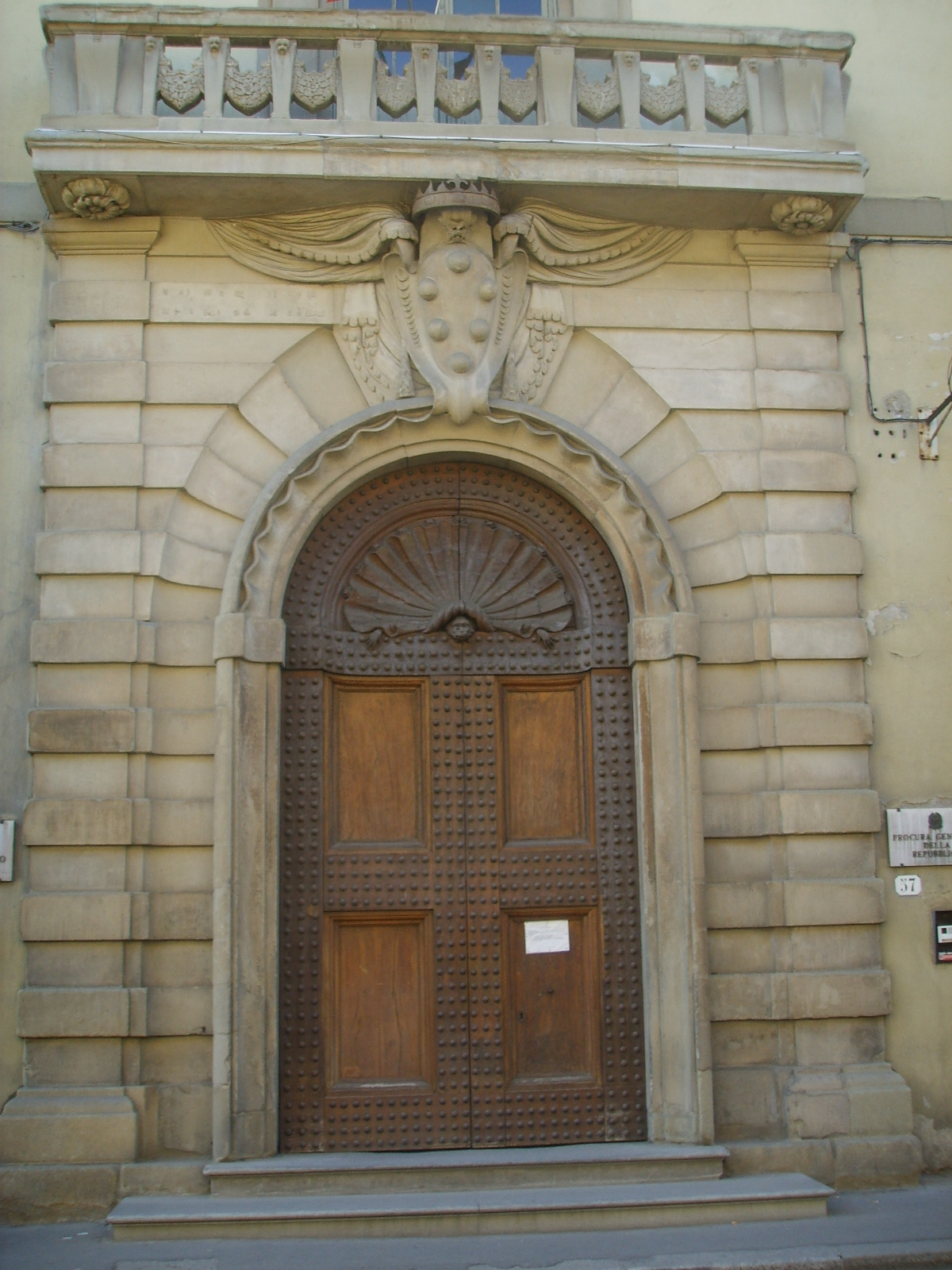
L'entrée principale du Casino di san Marco

Le Casino Mediceo di San Marco est une résidence citadine (villa di città, villa citadine) médicéenne de Florence, située Via Cavour et Via San Gallo, construite par   Bernardo Buontalenti en date de 1574.

## Histoire
La mode des casini, bâtiments de ville caractérisés par un piano nobile (le bel étage, salle de réception réservée aux invités et aux divertissements) placé nouvellement en rez-de-chaussée, de plain-pied avec le jardin et la rue, a contrario des anciennes habitudes qui le plaçait au premier étage, se développe à Florence dans la seconde moitié du XVIe siècle  grâce à l'architecte de la cour  Buontalenti, qui le construisit sur une des nombreuses possessions du Grand-duc, vers le jardin San Marco (Giardino di San Marco).
Buontalenti y crée des  décorations fantaisistes typiques  du maniérisme : des macarons grotesques, des éléments zoomorphes qui se mêlent aux éléments architecturaux, chacun dans un but symbolique. L'idée du Gransd-duc Francesco est de pouvoir disposer d'un lieu où se dédier à sa passion des sciences et de l'expérimentation (une  version en grand de son célèbre Studiolo du Palazzo Vecchio), outre la naturelle vocation du casino comme lieu de délices.
À la mort de Francesco le  casino  fait partie de l'héritage  que Ferdinando ler  de Médicis concède à son neveu Don Antonio (fils légitime de Francesco  qui aurait pu prétendre au trône de Grand-duc) en échange du renoncement à ses droits dynastiques.
En 1588, le palais accueille l'Opificio delle pietre dure qui s'y installe pour quelque temps.
En 1597, Don Antonio s'y installe lui-même et commande de nombreux embellissements internes et pour le jardin à  Giambologna (aujourd'hui dispersés en divers musées).
Le cardinal Carlo di Ferdinando de' Medici (1595-1666), qui en fit sa résidence florentine, commanda en 1622 pour sa décoration, un Narcisse à la source et Erminie et les bergers, au peintre Francesco Curradi, ainsi que Roger et Alcine au peintre Rutilio Manetti. Le Narcisse et Roger et Alcine, sont conservés aujourd'hui dans la galerie palatine du palais Pitti.
Il y est créé un cabinet de recherche, appelé Fonderie, un  lieu de savoir typique de l'époque (à moitié chemin entre les sciences expérimentales et celles occultes), qui est fréquenté par différents spécialistes et où est  constituée une riche bibliothèque sur ces matières, aujourd'hui confiée à la Bibliothèque nationale centrale de Florence.
Aujourd'hui les locaux du Casino sont occupés par la cour d'assises et la Cour d'Appel, ce qui en empêche la visite à but culturel.